# Houari Boumédiène
Houari Boumédiène (en árabe, هواري بومدين, a veces transcrito al castellano como Huari Bumedián) (Guelma, 23 de agosto de 1932-Argel, 27 de diciembre de 1978) fue un político argelino, presidente de su país entre 1965 y 1978.

## Biografía

### Infancia e inicios en la política
Mohamed Ben Brahim Boukharouba nació en Aïn Hesseinia, cerca de la ciudad de Heliópolis (en la provincia de Guelma), de padre árabe y madre bereber pobre de Constantina. Ya siendo muy joven fue testigo de los acontecimientos sangrientos del 8 de mayo de 1945 en Sétif y Guelma:

Aquel día, envejecí prematuramente. El adolescente que era se transformó en un hombre. Aquel día, el mundo volcó. Incluso los ancestros se movieron bajo la tierra. Y los niños comprendieron que habría que batirse con las armas en la mano para convertirse en hombres libres. Nadie puede olvidar aquel día.
Huari Bumedián

Durante la década de 1940 emprendió estudios coránicos en el Instituto Kettania de Constantina, y después los prosiguió en el Instituto Zitouna de Túnez, para dirigirse posteriormente hacia el Instituto al-Azhar de El Cairo.
En 1955 regresó a Argelia, donde se unió al Ejército de Liberación Nacional (ALN). Muy rápidamente, se hizo notar y ocupó el puesto de jefe del Estado Mayor. Una vez lograda la independencia, pasó a ser vicepresidente y ministro de Defensa bajo el Consejo de la Revolución, por entonces presidido por Ahmed Ben Bella (1916-2012). Al no compartir las orientaciones políticas de Ben Bella, el 19 de junio de 1965 llevó a cabo un golpe de Estado, al término del cual se convirtió en el nuevo presidente de Argelia. Bajo su dirección, se emprendieron varias acciones con el objetivo de atenuar, en el plano interior, las tensiones nacidas de la Guerra de Independencia.

### Presidencia
En 1968 consiguió hacer evacuar la última base militar ocupada por Francia en Mers el Kébir, cerca de Orán. Mientras, en el plano económico, optó por un modelo socialista, construyendo sobre la base de esta vía muchas fábricas y escuelas. Asimismo, el 24 de febrero de 1971, en nombre del principio de la recuperación de las riquezas nacionales, nacionalizó los hidrocarburos, en gran perjuicio de las empresas francesas.
En diciembre de 1967, un intento de golpe de Estado llevado por sus opositores es rechazado. En abril de 1968, es el objetivo de una tentativa de asesinato y es herido de bala. Se niega, sin embargo, a que los atacantes sean ejecutados.

#### La Revolución Agraria de 1972
El lema del proyecto de la Revolución Agraria emprendida por Boumédiène era “la tierra para el que la trabaje”. Los derechos de los propietarios no explotadores fueron nacionalizados, y fueron otorgados a aquellos quienes trabajaban la tierra directamente, esto es, los fellah sin tierra. La revolución agraria buscaba emancipar al fellah, tradicionalmente desposeído, otorgándole poder sobre las relaciones de producción de las que dependía su subsistencia.
En julio de 1973 se censaron cinco millones de hectáreas y un millón de tierras cultivables, de las cuales 6300 habían sido cedidas por particulares al Consejo Nacional de la Revolución Agraria. La suma total de las tierras fue distribuida y su explotación concedida a unas 54 000 familias campesinas, que representaban aproximadamente 350 0000 personas.
La revolución agraria se estableció con dos propósitos y como una revolución de doble naturaleza. El primer objetivo, en su dimensión económica y social, era el de invertir el proceso de concentración de la propiedad de la tierra y liquidar las últimas secuelas de la colonización; cuyas consecuencias, como el éxodo rural y el agravamiento de las disparidades económicas y culturales entre las ciudades y el campo y las disparidades culturales entre las ciudades y el campo, se consideraban iban en contra de la estrategia de desarrollo del país. En segundo lugar, en su dimensión política, no pretendía la abolición del derecho a la propiedad como tal, pero sí eliminar la posibilidad de explotar a los trabajadores o dejar las tierras abandonadas e inservibles.
El espíritu de la revolución agraria quedó recogido en el artículo 20 del capítulo II, “Du Socialisme” de la Constitución de 1976. Según prescribe la Constitución, la Revolución Agraria pretendía crear un nuevo modelo de sociedad que contribuyera a lograr una Argelia en la cual sus diferentes regiones urbanas y rurales se desarrollaran en condiciones de igualdad y armonía. Los objetivos de la Revolución Agraria incluyen destruir las bases materiales de la explotación del hombre por el hombre; romper las ataduras del viejo orden económico sentar las bases de nuevas relaciones sociales en el medio rural; eliminar las disparidades entre la ciudad y el campo, e instituir el trabajo productivo en el campo establecer el trabajo productivo como base central de la organización económica en el campo.
La revolución agraria aspiraba tanto a la modernización de las técnicas de la agricultura así como a la transformación de las relaciones sociales en el sector. En última instancia, se pretendía elevar las condiciones de vida de las zonas rurales e integrar la posición del campesinado en el centro de la vida económica y cultural del país.
Uno de los objetivos concretos de la revolución agraria era el de suprimir los intermediarios y cualquier elemento de especulación en la comercialización del producto agrícola. Siguiendo el diseño institucional de la revolución, los beneficiarios de las tierras canalizaron la producción agrícola a través de la Cooperativa Argelina de Productos Agrícolas (CAPA), que actuaba en el nivel de los pueblos socialistas. A nivel estatal se prescribió la existencia de un organismo encargado de dirigir las ventas al exterior, en función de la demanda interna: la Oficina de Frutos y Verduras de Argelia (OFLA).

#### Diseño institucional y estructura del modelo agrario
La unidad básica de la revolución fue la Cooperativa de Producción Agrícola (CPA). Estas cooperativas eran asociaciones flexibles y voluntarias de pequeños campesinos que cultivaban una parcela de una media de 10 hectáreas, esto es, el tamaño medio calculado por el gobierno necesario para mantener a una familia. Los miembros de la cooperativa debían trabajar en común para coordinar su trabajo, gestionar conjuntamente sus ingresos y cosechas y compartirlos entre los otros miembros de la cooperativa. Estas cooperativas se encontraban emplazadas a lo largo del norte de Argelia, y se destinaron esfuerzos a que no se concentrasen excesivamente en determinadas áreas, generando así una distribución desigual en el territorio. En 1974, se calculó que estas cooperativas controlaban alrededor del 20 % de las tierras cultivables de Argelia.
Las cooperativas se organizaban en un marco organizativo racional y vertical, vinculadas directamente con ministerios y departamentos del estado argelino. La organización a nivel comunal que controlaba las actividades de las cooperativas individuales era la Cooperativa de Servicios Agrícolas Multifuncionales o la Cooperativa Agrícola Comunal Polivalente de Servicio (CACPS).
Los pueblos socialistas
Una parte esencial de la Revolución Agraria fue el plan de construcción de mil aldeas socialistas, las cuales se concibieron como el epítome y ejemplo último de la Revolución Agraria de Boumédiène. Las mini-ciudades, que debían contener entre 120-150 casas, acceso de electricidad y agua, debían contar también con un mercado, un centro de recreo, una mezquita y demás instalaciones para el confort de sus habitantes. El ambicioso número de mil aldeas proyectadas para 1976 jamás llegó a cumplirse. En 1974, solamente se habían construido y estaban en funcionamiento unas 30-40 aldeas aproximadamente de este tipo.
Los pueblos socialistas se inscribían en el mismo marco que el de la revolución agraria, puesto que compartían los mismos objetivos. Pretendían que el aprovechamiento del campo asegurase un progreso real de la agricultura y produjese una elevación significativa de la calidad de vida del campesino, aboliese la explotación del hombre por el hombre, liberase la iniciativa de los pequeños campesinos, asegurase su participación y les hiciese beneficiarios de la producción. Para ello, la revolución agraria establecía tres modelos de explotación de la tierra: la autogestión (aunque entendida de una manera distinta a la concepción de Ben Bella); la cooperación, que constituía un cuadro de asociación democrática de campesinos pobres; y la coexistencia con la explotación privada, organizada según las necesidades del desarrollo nacional.
Control fiscal y financiación de la revolución agraria
Durante el período del Primer Plan Cuatrienal (1970-73) el Gobierno argelino destinó el 16 % de los fondos nacionales a la agricultura; el 10,9 % se destinó a la agricultura en el Segundo Plan Cuatrienal (1974-77).
La financiación de la Revolución Agraria fue asumida por el Banco Nacional de Argelia. El banco estatal era el encargado de evaluar las solicitudes de préstamos de las cooperativas para la compra de semillas, fertilizantes, tractores, camiones, etc. No obstante, el sistema de órganos y el elevado número de organizaciones resultaba complejo tanto para autoridades locales como para agricultores, y en ocasiones se hacía complicada la localización y asignación de responsabilidades. Algunos ejemplos de organizaciones fueron: "ONAMA (maquinaria agrícola); SONACOME (importación de vehículos transportistas); SONATRACH (fertilizantes y plásticos); SAP (agencia de préstamos de utilidad pública); OAIC (junta de comercialización de cereales); ONALAITI (junta de comercialización de productos lácteos); OFLA (junta de comercialización de frutas y verduras). Cuando se añadieron a estas organizaciones el Ministerio de Agricultura y Revolución Agraria, los representantes regionales especiales del ministro, los dirigentes de la wilaya, la APC, etc.
Redistribución de la tierra
En 1968, el pequeño campesinado constituía el 72 % del campesinado argelino, pero este solamente poseía el 22,6 % de las tierras. El campesinado medio (es decir, los agricultores y ganaderos que poseían parcelas de entre 10 y 50 hectáreas), en cambio, constituía algo más del 25 %, y poseía algo más del 50 % de las tierras. La clase rural terrateniente, la burguesía rural (individuos que poseían más de 50 hectáreas), constituía tan solo el 2,9 % de los terratenientes, y sin embargo, poseía el 26,6 % de las tierras. Estos números ponen en relevancia el hecho de que el campesinado medio de Argelia constituía la columna vertebral económica de la agricultura argelina. Además, este mismo grupo, formado por unos 150.000 propietarios de tierras, proporcionó considerable apoyo material y asumió un rol importante en la Armada de Liberación Nacional durante la guerra de Independencia de Argelia.
Los objetivos de la Revolución Agraria en cuanto a la redistribución de la tierra eran esencialmente tres: la supresión de grandes explotaciones agrícolas privadas (más de 110 hectáreas), acabar con la propiedad absentista de las tierras, para reducir así el número de tierra no explotada y, en tercer lugar, la creación de un cuadro de asociación libre y voluntaria del campesinado.
En 1976 la mayoría de las grandes tierras habían sido nacionalizadas y distribuidas entre los demás sectores del campesinado. Aproximadamente el 80 % de estas grandes explotaciones se habían redistribuido a las dos categorías más pobres del pequeño campesinado, es decir, a los grupos que poseían menos de 1 hectárea o de 1 a 5 hectáreas. Entre 1962 y 1968, el número de grandes propietarios se había reducido casi a la mitad.

#### Nacionalización de los hidrocarburos
Esta nacionalización exitosa confirió a Boumedienne una importante dimensión internacional. En efecto, acababa de tener éxito allí donde el iraní Mohammad Mosaddeq había fracasado dos décadas atrás. En 1973 tuvo una vez más la ocasión de afirmar su influencia en el campo internacional, al organizar con éxito la cumbre del Movimiento de Países No Alineados, a la que asistieron los mayores dirigentes del tercer mundo de la época. Siguió a ello un período en el que Argelia ofreció un apoyo muy activo a los distintos movimientos de liberación de África, Asia y América Latina, y fue como un verdadero líder del tercer mundo que se trasladó en 1974 a Nueva York, para participar en una reunión especial de la Asamblea General de la ONU sobre las materias primas a la que él mismo convocó en nombre de los no alineados. Pronunció en esa ocasión un discurso por el que expuso una doctrina económica, llamando entre otras cosas al establecimiento de un nuevo orden económico internacional más justo, que tomara en cuenta los intereses del Tercer Mundo.
En 1975, acogió la primera cumbre de la OPEP, por medio de la cual los miembros del cartel pudieron definir una política petrolífera concertada. En la senda trazada por este misma reunión, logró sellar la paz entre el Irán del sha Reza Pahlaví (1919-1980) y el Irak de Sadam Huseín (1937-2006). En el plano nacional, en 1976 hizo votar una carta en virtud de la cual decretó la constitución de una Asamblea Legislativa, así como la creación del cargo de presidente de la República, electo por sufragio universal.
En el correr de 1978, las apariciones públicas del presidente Boumedienne se hicieron cada vez más raras, pero muy poco se informó acerca de su condición. El 27 de diciembre de ese mismo año falleció en su residencia de Argel. Más tarde se informó que había sufrido una extraña enfermedad de la sangre, la macroglobulinemia de Waldenström.
Argelia estaba experimentando un importante desarrollo económico y social bajo su gobierno. Entre 1962 y 1982, la población argelina aumentó de 10 a 20 millones de personas y, masivamente rural antes de la independencia, el 45 % de la población estaba urbanizada. La renta per cápita anual, que en 1962 no superaba los 2000 francos, supera los 11 000 francos veinte años más tarde, mientras que la tasa de escolarización oscila entre el 75 y el 95 % según las regiones, lejos del 10 % de la Argelia francesa. Sin embargo, mantiene un sistema de partido único y la prioridad dada al desarrollo industrial lo hace descuidar la agricultura.

## Frases célebres

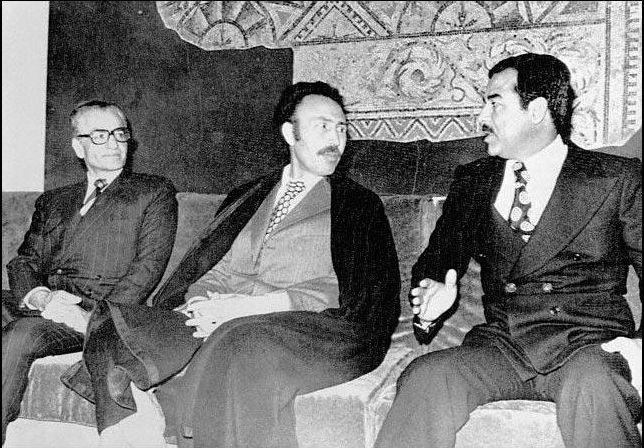
Boumedienne departiendo con Reza Pahlevi y Sadam Huseín en Argel (1975).

En el curso de una entrevista que tuvo con un diplomático occidental en Argel, le expresó:

Cuando en un país subdesarrollado alguien se mueve, se lo liquida. Se divierte a la opinión pública exhibiendo algunos escándalos de la CIA. Pero en realidad, la Casa Blanca, el Pentágono, la CIA, es lo mismo. Desde que uno se mueve, la CIA se ocupa de uno.
Huari Bumedián

En ocasión de la segunda gran gira de Henry Kissinger (1923-2023) a Oriente Medio en diciembre de 1973, éste realizó una parada en Argel con la intención de saber si Argelia se ubicaba en el clan de los irreductibles de Bagdad (Sadam Huseín, en Irak) y Trípoli (Muamar el Gadafi, en Libia). Boumedienne le respondió con estas palabras:

No puedo responderle más que lo que ya les he dicho a los líderes de la resistencia palestina. Argelia no practica la sobrepuja. No puede más que apoyar las decisiones de los palestinos. Exigir más que ellos sería demagogia; exigir menos sería traición.
Huari Bumedián

En una recepción organizada en ocasión de la visita del presidente francés Valéry Giscard d'Estaing (1926-2020), este declaró: «La Francia histórica saluda a la Argelia independiente». Boumedienne no tardó en tomar la palabra, y expresándose en francés dijo:

La página se ha dado vuelta. Para empezar, Argelia es hija de su propia historia, que haya superado la prueba colonial e incluso desafiado el eclipse, testimonia, si ello era necesario, esta voluntad inextinguible de vivir sin la cual los pueblos están amenazados a veces de desaparición. El camino que nos ha constreñido a pudrirnos en la existencia vegetativa de las asfixias mortales, nos impuso replegarnos sobre nosotros mismos en la espera y la preparación de un despertar y un arranque que no podrían hacerse, ¡por desgracia! más que en el sufrimiento y la sangre. La misma Francia ha conocido estas desgracias y estas resurrecciones.
Huari Bumedián

El presidente francés quedó muy desconcertado por estas palabras, evocadoras de un pasado incómodo, y la visita estuvo a punto de tornar en incidente diplomático. Más tarde, Boumedienne declinaría una invitación para una visita oficial a Francia.
En febrero de 1974, en el curso de una reunión de la Organización de la Conferencia Islámica en la ciudad de Lahore (capital de Pakistán) y estando presentes todos los jefes de Estado musulmanes del planeta, Boumedienne declaró:

Los hombres no quieren ir al paraíso con el estómago vacío, un pueblo que tiene hambre no necesita escuchar versículos. Lo digo con toda la consideración por el Corán, que aprendí a la edad de diez años. Los pueblos que tienen hambre necesitan pan, los pueblos ignorantes de escuelas, los pueblos enfermos de hospitales.
Huari Bumedián

Tras la sesión de la ONU sobre las materias primas, Boumedienne recibió en Argel a Willy Brandt (1913-1992), canciller de Alemania Federal, que venía para discutir las nuevas reivindicaciones que Boumedienne había presentado en la ONU en nombre del Tercer Mundo. En el curso de la entrevista, el canciller alemán se interrogó diciendo: «¿El nuevo orden? Un descalabro tal es imposible», y Boumedienne le respondió:

Sí, es verdad, este sistema es difícil de cambiar. Pero lo esencial es reconocer para empezar que es injusto. Queremos revisar con ustedes este sistema construido en nuestra ausencia. Las vías, los medios, los métodos, están para discutirse, negociarse.
Huari Bumedián

En 1975, al recibir al presidente tunecino Habib Bourguiba, Boumedienne le hizo visitar el complejo siderúrgico de El Hadjer (el más grande de África), situado a las puertas de la ciudad de Annaba, visiblemente muy marcado por la infraestructura y sus instalaciones. El presidente tunecino dijo a su anfitrión: «¡Al menos el colonialismo tenía algo bueno! Les ha dejado muchas cosas». Boumedienne respondió irónicamente:

Discúlpeme, señor presidente, pero todo lo que ve aquí, las máquinas, los obreros, los cuadros superiores, el director, e incluso el ministro de Industria, son una creación del régimen del 19 de junio de 1965.
Huari Bumedián